# Eddy King
Eddy King est un humoriste franco-québécois, né en France, à Goussainville (Val-d'Oise), le 14 décembre 1982, de parents originaires du Congo. 

## Biographie
Ayant grandi dans une famille monoparentale à Goussainville dans le Val-d'Oise, situé dans la banlieue de Paris, il immigre en 1995 avec sa famille au Québec, à l'âge de 13 ans. 
Durant son cégep, il s'intéresse rapidement aux arts de la scène, plus précisément au rap, et fonde avec un ami le groupe Dögone Tribe. Avec ce groupe, il gagne en 2004 le prix du meilleur groupe rap dans le cadre du Festival Hip Hop 4ever à Montréal. Dès lors, il est appelé pour animer des spectacles et c'est ainsi qu'il développe sa passion pour le stand-up. Il va deux fois aux auditions de l'école nationale de l'humour et est refusé. Malgré cet échec, il persévère et gagne le prix « Coup de cœur » au concours de la relève du Festival Juste Pour Rire édition 2007. En 2008, il a fait les premières parties du spectacle de Rachid Badouri avec son numéro de Tintin au Congo[réf. nécessaire]. Par ailleurs, durant la même année, il participa au concours En route vers mon premier gala et se classera parmi les finalistes. Ensuite, il lança fin 2011 son premier one-man show, qu'il rode sur la scène du Couscous Comedy Show en février 2011 . Il terminera la tournée un an plus tard, le jour de ses trente ans. 
Entre quelques apparitions à Juste Pour Rire, on peut également l’apercevoir à Cliptoman, une émission de télévision diffusée à MusiquePlus. Début 2013, il tourne un film belge coproduit avec Boréal Films, Moroccan Gigolos. Le tournage est supposé se terminer fin février de la même année.
En 2018, il tient un rôle dans le film de Denys Arcand : La Chute de l'empire américain

## Famille
Il est le cousin de l'actuel président de la République démocratique du Congo, Félix Tshisekedi.
Il a deux enfants et une belle-fille.

## Filmographie
- 2013 : Morrocan Gigolos,  Belgique de Ismael Saidi,
- 2018 : La Chute de l'empire américain de Denys Arcand : Vladimir François, le chef du gang
- 2023 : un gars une fille de guy à lepage : eddy, serveur